# Ophiothrix scotiosa
Ophiothrix scotiosa är en ormstjärneart som beskrevs av Murakami 1943. Ophiothrix scotiosa ingår i släktet Ophiothrix och familjen Ophiothrichidae. Inga underarter finns listade i Catalogue of Life.